# Keratinocitni faktor rasta
Keratinocitni faktor rasta (KGF), takođe poznat kao FGF7, jeste faktor rasta prisutan u epitelijalizacinoj fazi zarastanja rana. U toj fazi, keratinociti prekrivaju ranu, formirajući epitel.
KGF je mali signalni molekul koji se vezuje za receptor 2b fibroblastnog faktora rasta (FGFR2b). Da bi došlo do prenosa signala, neophodan je dimer izmešu dva FGF:FGFR kompleksa koji je povezan molekulom heparina. 
Poznata su 23 FGF molekula, i 4 FGF receptora. FGF:FGFR vezivanje je kompleksno i regulisano je mnoštvom mehanizama koji su specifični za pojedina tkiva.
FGF10 je takođe poznat kao "keratinocitni faktor rasta 2".